# Paraxenoda
Paraxenoda es un género de insecto coleóptero de la familia Chrysomelidae.

## Especies
Las especies de este género son:
- Paraxenoda beeneni (Doberl, 1995)
- Paraxenoda biru (Mohamedsaid, 2001)
- Paraxenoda mahsuri (Mohamedsaid, 2001)
- Paraxenoda nigripennis (Jiang, 1990)
- Paraxenoda poringica (Mohamedsaid, 2001)
- Paraxenoda punctata Mohamedsaid, 1999